# 16 Armia (III Rzesza)
16 Armia (niem. 16 Armee) – jedna z niemieckich armii, uczestniczyła w inwazji na Francję oraz ataku na Związek Radziecki.  
Utworzona w październiku 1939 z przemianowania 3 Armii, przerzucanej z okupowanej Polski na zachód. W składzie Grupy Armii A brała udział w 1940 roku w agresji na Francję. Po klęsce armii francuskiej była planowana do użycia w operacji desantowej na Wielką Brytanię, do której jednak nie doszło. Od maja 1941 roku w składzie Grupy Armii Północ. 
W 1941 roku uczestniczyła w ataku na ZSRR. Kończąca się porażką bitwa o Stalingrad spowodowała wzrost fatalizmu wśród żołnierzy i 16 Armii, co potwierdził m.in. mjr von Lersner z OKH. Pod koniec wojny 16 Armia została odcięta w kotle kurlandzkim, a w maju 1945 roku oddała się do niewoli Armii Czerwonej.

## Dowódcy armii
- Ernst Busch (do października 1943)
- generał artylerii Christian Hansen (do czerwca 1944)
- generał piechoty Paul Laux (do września 1944)
- Carl Hilpert (do marca 1945)
- generał piechoty Ernst-Anton von Krosigk (marzec 1945)
- generał wojsk górskich Friedrich-Jobst Volckamer von Kirchensittenbach (do maja 1945)

## Struktura organizacyjna
Jednostki armijne: 309 Wyższe Dowództwo Artylerii, 501 pułk łączności, 560 Armijny Oddział Zaopatrzenia
Skład 22 czerwca 1941 roku:
- II Korpus Armijny
- X Korpus Armijny
- XXVIII Korpus Armijny
- 253 Dywizja Piechoty

Skład w sierpniu 1943 roku:
- II Korpus Armijny
- VIII Korpus Armijny
- X Korpus Armijny
- XXXXIII Korpus Armijny
- 122 Dywizja Piechoty
- 16 sztab pułku pionierów do zadań specjalnych
- 16 sztab pionierów fortecznych

Skład w czerwcu 1944 roku:
- L Korpus Armijny
- VI Korpus Armijny
- II Korpus Armijny
- X Korpus Armijny

Skład w listopadzie 1944 roku:
- XXXXIII Korpus Armijny
- XVI Korpus Armijny
- VI Korpus SS